# Tractament d'aigües residuals

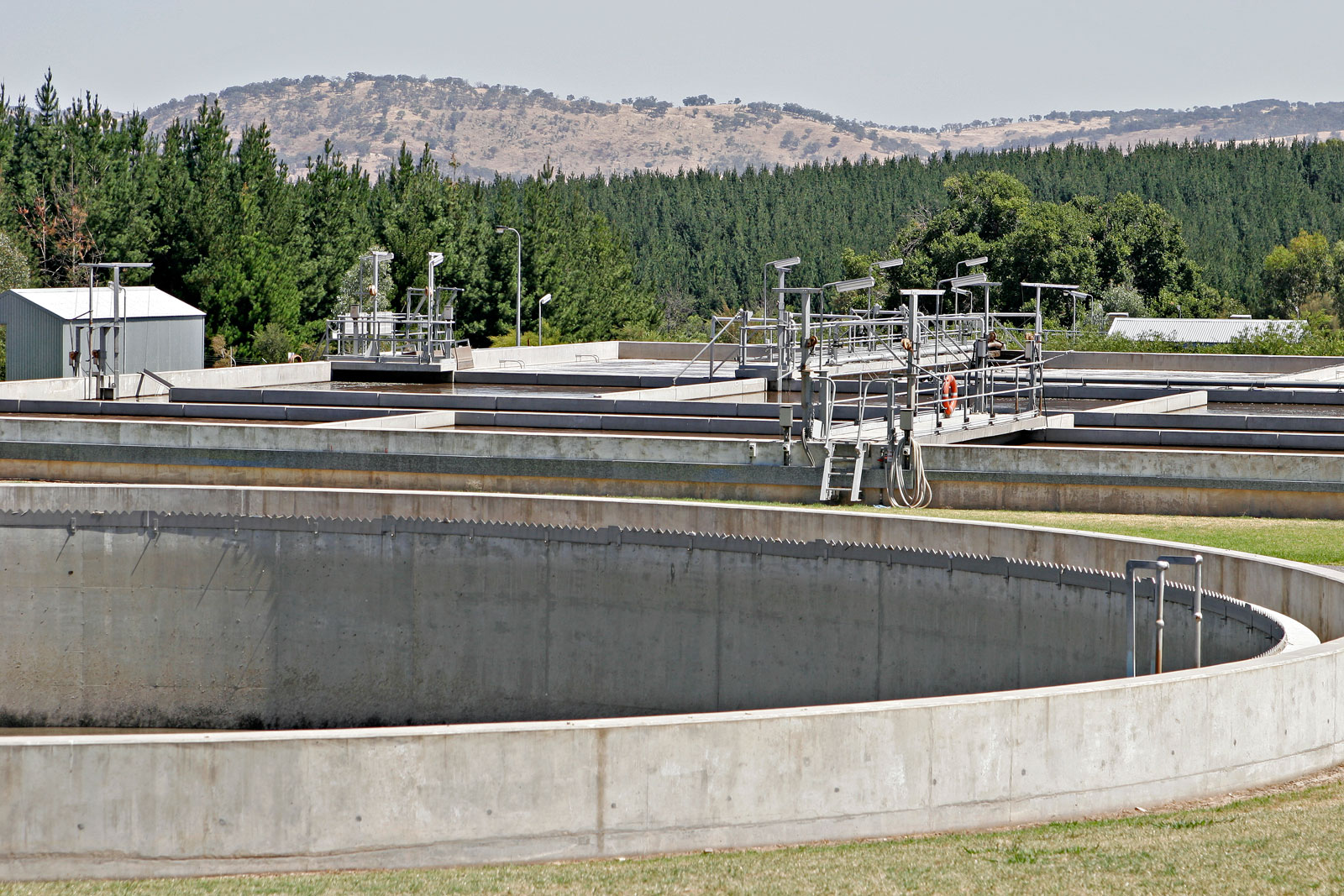
Planta de tractament d'aigües residuals.

El tractament d'aigües residuals o depuració d'aigües residuals consisteix en una sèrie de processos físics, químics i biològics que tenen com finalitat eliminar els contaminants de l'aigua efluent per l'ús humà. L'objectiu del tractament és produir aigua neta o reutilitzable en l'ambient i un residu sòlid o fang (també anomenat biosòlid o llot) convenient per a la seva disposició o reús. Al procés també se'l sol anomenar depuració d'aigües residuals per distingir-lo del tractament d'aigües potables.
Les aigües negres o residuals són generades per residències, institucions i locals comercials i industrials. Aquestes poden ser tractades dins del lloc en el qual són generades (per exemple, en tancs sèptics o altres mitjans de depuració) o bé poden ser recollides i portades mitjançant una xarxa de canonades fins a una planta de tractament municipal. Els esforços per recollir i tractar les aigües residuals domèstiques de la descàrrega estan típicament subjectes a regulacions i estàndards locals, estatals i federals. Sovint certs contaminants d'origen industrial presents en les aigües residuals requereixen processos de tractament especialitzats.
Aquests processos de tractament són típicament referits a un:
- Tractament primari (assentament de sòlids)
- Tractament secundari (tractament biològic de la matèria orgànica dissolta present en l'aigua residual, transformant-la en sòlids suspesos que s'eliminen fàcilment)
- Tractament terciari (passos addicionals com llacunes, microfiltració o desinfecció)

| «                                                                       | L'aigua i el sanejament són un dels principals motors de la salut pública. Acostumo a referir-me a ells com a «Salut 101», la qual cosa significa que quan es pugui garantir l'accés a l'aigua salubre i a instal·lacions sanitàries adequades per a tots, independentment de la diferència de les seves condicions de vida, s'haurà guanyat una important batalla contra tota mena de malalties. | » |
| — Dr LEE Jong-wook, Director General, Organització Mundial de la Salut. | |   |

## Descripció

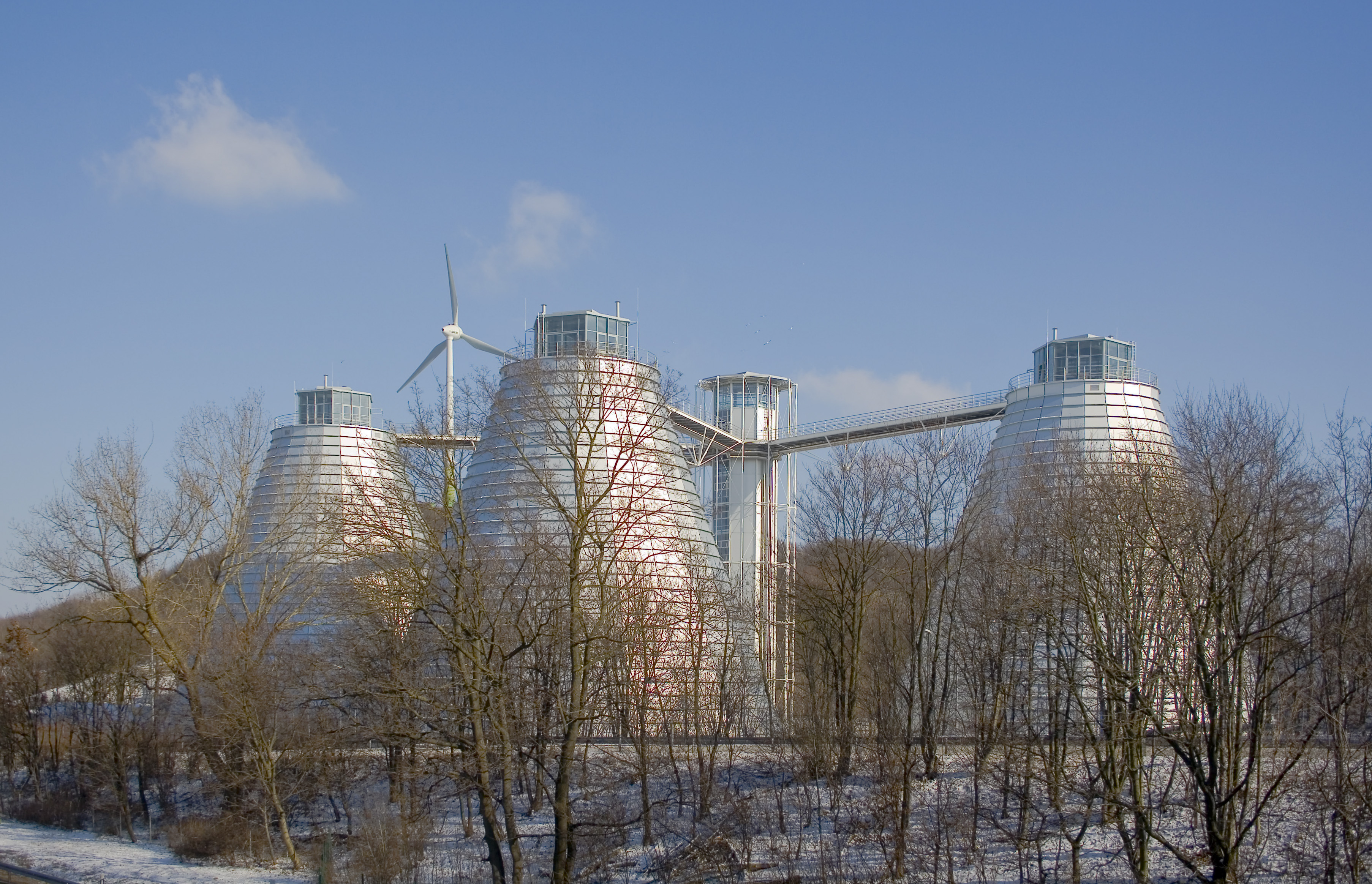
Central per al tractament d'aigües residuals de la ciutat de Múnic, Alemanya.

Les aigües residuals provenen de banys, dutxes, cuines, etc; que s'evacuen al clavegueram. En moltes zones, les aigües residuals també inclouen algunes aigües brutes provinents d'indústries i comerços. La divisió de l'aigua domiciliària drenada en aigües grises i aigües negres és més comuna al món desenvolupat, l'aigua negra és la que procedeix de vàters, orinals, cuina i l'aigua grisa, procedent de piques i banyeres, pot ser usada en reg de plantes i reciclada en l'ús de vàters, on es transforma en aigua negra. Les aigües negres són molt tèrboles i contenen molts sòlids. Constitueixen una de les causes més greus de contaminació de les aigües, pel seu contingut de matèria orgànica, microorganismes patògens, detergents, etc. L'evacuació d'aquests desguassos en els cursos d'aigua sense tractament previ, pot originar greus perjudicis, és especial la descomposició de la matèria orgànica per acció bacteriana produeix la disminució de l'oxigen dissolt, podent arribar inclusivament a l'anul·lació. Moltes aigües residuals també inclouen aigües superficials procedents de les pluges. Aquestes es diuen aigües blanques. Els desguassos pluvials no són suficientment tinguts en compte en analitzar les causes de contaminació de les aigües, no obstant això que les mateixes poden ser perilloses. Les aigües de pluja arrosseguen els elements contaminants presents en l'atmosfera i especialment substàncies minerals i residus d'origen animal i vegetal acumulats en els sostres, terrats, patis, senderes, carrers, etc. Les aigües residuals municipals contenen descàrregues residencials, comercials i industrials, i poden incloure l'aportació de precipitacions pluvials quan s'usa clavegueram d'ús mixt pluvial - residuals.
La pràctica de construcció de sistemes de clavegueram combinades és actualment menys comú en els Estats Units i el Canadà que en el passat, i s'accepta menys dins de les regulacions del Regne Unit i altres països europeus, així com en altres països com Argentina. No obstant això, l'aigua bruta i l'aigua de pluja es recol·lecten i transporten en sistemes d'embornals separatius, anomenats embornals sanitaris i embornals de tempesta dels Estats Units, i “embornals fètides” i “embornals d'aigua superficial” al Regne Unit, o claveguerams separatius en altres països europeus.
L'aigua de pluja pot arrossegar, des de les teulades o la superfície de la terra, diversos contaminants incloent partícules del sòl, metalls pesants, compostos orgànics, escombraries animal, olis i greix. Algunes jurisdiccions requereixen que l'aigua de pluja rebi alguns nivells de tractament abans de ser descarregada a l'ambient.
Exemples de processos de tractaments per a l'aigua de pluja inclouen dipòsits de sedimentació, aiguamolls i separadors de vòrtex (per remoure sòlids gruixos).
El lloc on es realitzen els processos es diu estació depuradora d'aigües residuals. El diagrama de flux d'una planta de tractament d'aigües residuals és generalment el mateix en tots els països:

### Tractament físic
- Tamitzat
- Remoció de gas
- Remoció de sorra
- Precipitació amb o sense l'ajuda de coagulants o floculants

L'agregat de clorur fèrric ajuda a precipitar en gran part a la remoció de fòsfor i ajuda a precipitar biosòlids o llot.

### Tractament biològic
- Jaços oxidants o sistemes aeròbics
- Precipitació
- Alliberament al mitjà d'efluents, amb o sense desinfecció segons les normes de cada jurisdicció
- La biodigestió anaeròbica i els aiguamolls artificials utilitzen la matèria orgànica biodegradable de les aigües residuals, com a nutrients d'una població bacteriana, a la qual se li proporcionen condicions controlades per controlar la presència de contaminants.

### Tractament químic
Aquest pas és usualment combinat amb procediments per remoure sòlids com la filtració. La combinació d'ambdues tècniques és referida als Estats Units com un tractament químic.

#### Eliminació del ferro de l'aigua potable
Els mètodes per eliminar l'excés de ferro inclouen generalment transformació de l'aigua clorada en una dissolució generalment bàsica utilitzant calç apagada; oxidació del ferro mitjançant ell i precipitació de l'hidròxid fèrric de la solució bàsica. Mentre tot això ocorre l'ió OCl destrueix els patògens de l'excés de ferro en l'aigua

#### Eliminació de l'oxigen de l'aigua de les centrals tèrmiques
Per transformar l'aigua en vapor en les centrals tèrmiques s'utilitzen calderes a altes temperatures. Com l'oxigen és un agent oxidant, es necessita un agent reductor com a hidrogen per eliminar-ho.

#### Eliminació dels fosfats de les aigües residuals domèstiques
El tractament de les aigües residuals domèstiques inclou l'eliminació dels fosfats. Un mètode molt simple consisteix a precipitar els fosfats amb calç apagada (hidròxid de calci). Els fosfats poden estar presents de molt diverses formes com l'ió hidrogen fosfato.

#### Eliminació de nitrats de les aigües residuals domèstiques i procedents de la indústria
Es basa en dos processos combinats de nitrificació i desnitrificació que comporten una producció de fang en forma de biomassa fàcilment vertible.

## Impacte ambiental
Els contaminants de les aigües servides municipals, o aigües servides domèstiques, són els sòlids suspesos i dissolts que consisteixen en: matèries orgàniques i inorgàniques, nutrients, olis i grasses, substàncies tòxiques, i microorganismes patògens. Les deixalles humanes sense un tractament apropiat, eliminats al punt d'origen o recol·lectats i transportats, presenten un perill d'infecció parasitaria (mitjançant el contacte directe amb la matèria fecal), hepatitis i diverses malalties gastrointestinals, incloent el còlera i tifoide (mitjançant la contaminació de la font d'aigua i el menjar). Cal esmentar que l'aigua de pluja urbana pot contenir els mateixos contaminants, de vegades en concentracions sorprenentment altes.
Quan les aigües servides són recol·lectades però no tractades correctament abans de la seva eliminació o reutilització, existeixen els mateixos perills per a la salut pública en les proximitats del punt de descàrrega. Si aquesta descàrrega és en aigües receptores, es presentaran perillosos efectes addicionals (p. ex. l'hàbitat per a la vida aquàtica i marina és afectada per l'acumulació dels sòlids; l'oxigen és disminuït per la descomposició de la matèria orgànica; i els organismes aquàtics i marins poden ser perjudicats encara més per les substàncies tòxiques, que poden estendre's fins als organismes superiors per la bio-acumulació en les cadenes alimentoses). Si la descàrrega entra en aigües confinades, com un llac o una badia, el seu contingut de nutrients pot ocasionar l'eutrofització, amb molesta vegetació que pot afectar les pesqueres i àrees recreatives. Les deixalles sòlides generades en el tractament de les aigües servides (grava, i fangs primaris i secundaris) poden contaminar el sòl i les aigües si no són manejats correctament.
Els projectes d'aigües servides són executats a fi d'evitar o alleujar els efectes dels contaminants descrits anteriorment quant a l'ambient humà i natural. Quan són executats correctament, el seu impacte total sobre l'ambient és positiu.
Els impactes directes inclouen la disminució de molèsties i perills per a la salut pública a l'àrea de servei, milloraments en la qualitat de les aigües receptores, i augments en els usos beneficiosos de les aigües receptores. Addicionalment, la instal·lació d'un sistema de recol·lecció i tractament de les aigües servides possibilita un control més efectiu de les aigües servides industrials mitjançant el seu tractament previ i connexió amb el clavegueram públic, i ofereix el potencial per a la reutilització beneficiosa de l'efluent tractat i dels fangs.
Els impactes indirectes del tractament de les aigües residuals inclouen la provisió de llocs de servei per al desenvolupament, major productivitat i rendes de les pesqueres, majors activitats i rendes turístiques i recreatives, major productivitat agrícola i forestal o menors requeriments per als fertilitzants químics, en cas de ser reutilitzat l'efluent i els fangs, i menors demandes sobre altres fonts d'aigua com a resultat de la reutilització de l'efluent.
D'aquests, diversos potencials impactes positius es presten per al mesurament, per la qual cosa poden ser incorporats quantitativament en l'anàlisi dels costos i beneficis de diverses alternatives en planificar projectes per a les aigües servides. Els beneficis per la salut humana poden ser mesurats, per exemple, mitjançant el càlcul dels costos evitats, en forma de les despeses mèdiques i dies de treball perduts que resulten d'un sanejament defectuós. Els menors costos del tractament d'aigua potable i industrial i majors rendes de la pesca, el turisme i la recreació, poden servir com a mesuraments parcials dels beneficis obtinguts del millorament de la qualitat de les aigües receptores. En una regió on és gran la demanda d'habitatges, els beneficis provinents de proporcionar lots amb serveis poden ser reflectits en part per la diferència en costos entre la instal·lació de la infraestructura per endavant o l'adequació posterior de comunitats no planificades.
Tret que siguin correctament planificats, situats, dissenyats, construïts, operats i mantinguts, és probable que els projectes d'aigües servides tinguin un impacte total negatiu i no produeixin tots els beneficis pels quals es va fer la inversió, afectant a més en forma negativa a altres aspectes del medi ambient.

### Problemes socioculturals
Les instal·lacions de tractament requereixen terra; la seva ubicació pot resultar en la repoblació involuntària. És més, les obres de tractament i eliminació poden crear molèsties en les rodalies immediates, almenys ocasionalment. Sovint, les terres i els barris triats, corresponen als "grups vulnerables" que són els menys capacitats per afrontar els costos de la reubicació i l'ambient vital de la qual ja està alterat. S'ha d'anar amb compte de situar les instal·lacions de tractament i eliminació on les olors o sorolls no molestaran als residents o altres usuaris de l'àrea, manejar la reubicació amb sensibilitat, i incloure en el pla d'atenuació del projecte, provisions per mitigar o compensar els impactes adversos sobre el medi ambient humà. Si no s'inclouen aquestes consideracions a la planificació del projecte, existeix el risc substancial.

## Tecnologia apropiada
El concepte de la tecnologia apropiada en els sistemes d'aigua servida, abasta dimensions tècniques, institucionals, socials i econòmiques. Des d'un punt de vista tècnic i institucional, la selecció de tecnologies no apropiades, ha estat identificada com una de les principals causes de falles en el sistema. L'ambient de les aigües servides és hostil per a l'equip electrònic, elèctric i mecànic. El seu manteniment és un procés sense fi, i requereix de suport (recanvis, laboratoris, tècnics capacitats, assistència tècnica especialitzada, i pressupostos adequats). Encara als països desenvolupats, són els sistemes més senzills, triats i dissenyats amb vista al manteniment, els que brinden un servei més confiable. Als països en desenvolupament, on és possible que faltin alguns ingredients per a un programa reeixit de manteniment, aquesta ha de ser la primera consideració en triar tecnologies per a les plantes de tractament i estacions de bombament.
En comunitats petites i ambients rurals, les opcions tècniques solen ser més senzilles, però les consideracions institucionals es combinen amb les socials i segueixen sent extremadament importants. Les institucions locals han de ser capaces de manejar els programes o sistemes de sanejament; la participació comunitària pot ser un element clau en el seu èxit. Són importants les acostumades preferències socials i pràctiques; algunes poden ser modificades mitjançant programes educatius, però unes altres poden estar arrelades en els valors culturals i no estar subjectes al canvi.
L'economia forma part de la decisió de dues maneres. No és sorprenent que les tecnologies més senzilles, seleccionades per la seva facilitat d'operació i manteniment, solen ser les menys costoses per construir i operar. No obstant això, tot i que no ho siguin, com pot ser el cas quan gran quantitat de terra ha de ser adquirida per als estanys d'estabilització, un sistema menys costós que fracassa, finalment seria més costós que un altre més car que opera de manera confiable.